# التعاتعة (أولاد أمرابط)
التعاتعة هي إحدى مشيخات المملكة المغربية، تتبع جغرافيا لإقليم الصويرة وإداريًا لأولاد أمرابط. يقدر عدد سكانها بـ 1241 نسمة حسب الإحصاء الرسمي للسكان والسكنى لسنة 2004.